# Nymphula dentizonalis
Nymphula dentizonalis là một loài bướm đêm trong họ Crambidae.